# Arie de Jong (arts)

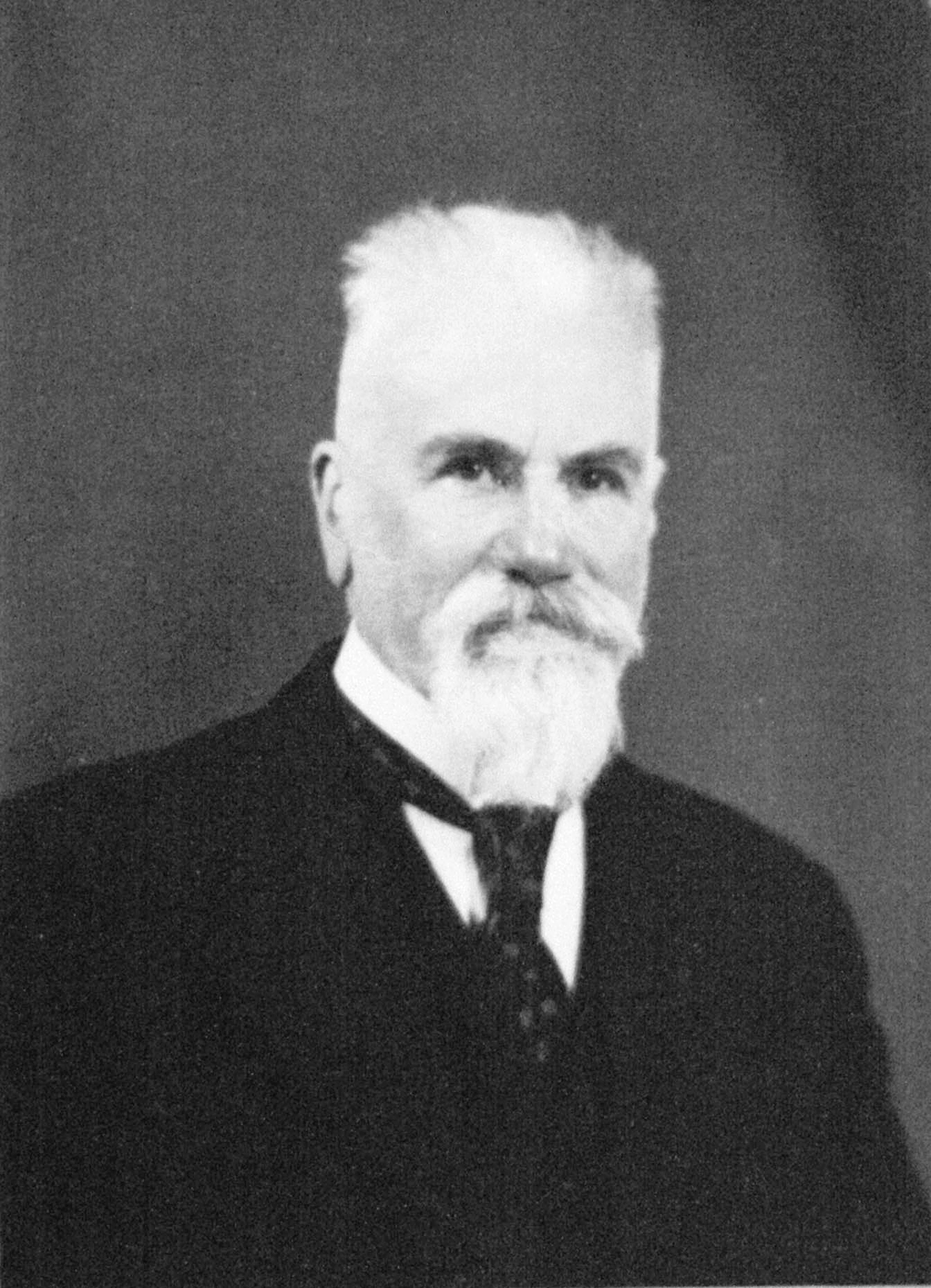
Arie de Jong

Arie de Jong (Batavia (het huidige Jakarta), 18 oktober 1865 – Putten, 12 oktober 1957) was een Nederlands arts en hervormer van de kunsttaal Volapük. 

## Biografie

### Jonge jaren
Arie de Jong werd geboren in Nederlands-Indië. In 1873 verhuisde zijn familie naar Leiden, waar De Jong naar de grammaticaschool ging (1873-1883) en medicijnen studeerde (1883-1891) aan de Universiteit van Leiden. In februari 1891 ontving hij zijn artsendiploma. In maart 1891 werkte hij als militair arts in India. Op 8 september van dat jaar promoveerde hij in Freiburg op het proefschrift "Über Diuretin".

### Medische carrière
Op 18 februari 1892 trouwde De Jong met Maria Elisabeth Wilhelmina Clarkson in Ginneken. Het koppel vertrok op 22 maart 1892 per schip naar Nederlands-Indië. Onderweg stierf Maria echter. Na aankomst in Batavia vertrok De Jong naar zijn standplaats Makassar.
In 1893 werd hij overgeplaatst naar Bonthain (het huidige Bantaeng), in 1896, naar Padang en in 1898 naar Sintang. In Sintang trouwde hij met Elise Marie Wilhelmine Gerardine Chavannes. De twee kregen twee kinderen. Een werd dood geboren en de ander stierf een jaar na de geboorte. In 1900 werd De Jong eerste-klas arts. In de jaren erop werd hij nog een paar maal overgeplaatst.
In 1904 nam De Jong een jaar vrij. Hij bracht deze tijd door in Europa. In 1905 keerde hij terug naar Nederlands-Indië. Hij werd overgeplaatst naar Plantungan, in 1908 naar Jogjakarta en in 1911 naar Magelang. Eind 1914 werd hij bevorderd tot arts eerste-klas. In 1915 werd hij naar Malano overgeplaatst.
Rond deze tijd onderging Nederlands-Indië een grote reorganisatie, waarbij Arie de Jong een belangrijke rol speelde, vooral in de strijd tegen veel tropische ziekten. Na de dood van zijn tweede vrouw in 1919 keerde Arie de Jong terug naar Nederland. Hij vestigde zich in Den Haag, waar hij in 1921 trouwde met Louise van Dissel. Ze kregen drie kinderen: Louisa Cornelia (1922), Arie de Jong Jr. (1924), en Gijsbertus Hendrienus (1926).

### Volapük
Tijdens zijn studie in Leiden had Arie de Jong kennisgemaakt met de kunsttaal Volapük en was hij begoonen die te leren. Op 20 maart 1891 kreeg hij zijn diploma als onderwijzer in Volapük. Op 15 mei 1893 werd hij bevorderd tot hoogleraar Volapük.
Tijdens zijn verblijf in Nederlands-Indië behield hij zijn interesse in de taal, zoals ook blijkt uit zijn correspondentie met verschillende beoefenaren van Volapük. Op 5 juni 1901 werd hij "Volapük-academicus" en in 1930 kreeg hij de rang van "cifal, de hoogst mogelijke rang in de wereld van Volapük.
Samen met de bedenker van Volapük, Johann Martin Schleyer, bouwde De Jong een sterke aanhang op van Volapük. Hij stichtte de Volapükaklub Valemik Nedänik (Nederlandse Universele Volapük Club) en hij richtte de Volapükagased pro Nedänapükans op, een onafhankelijke krant in Volapük, die van 1932 tot 1963 werd uitgebracht. 
De Jong schreef een Volapük-grammatica en een Duits-Volapük-woordenboek, getiteld Wörterbuch der Weltsprache (Woordenboek van de Wereldtaal). Hij vertaalde het Nieuwe Testament in het Volapük vanuit het Grieks, evenals vele andere literaire werken.
De Jong wordt gezien als een van de belangrijkste personen in de geschiedenis van Volapük.

## Werken
- 1929. Kurze Volapük-Grammatik, manuscript
- 1931. Gramat Volapüka. Eerste editie. met toestemming van de Volapük Academy, door Dr. Arie de Jong. Leiden (Holland), Bookstore and Printer E. J. Brill
- 1931. Wörterbuch der Weltsprache, woordenboek Volapük -Duits
- 1932. Leerboek der Wereldtaal
- 1952. Aperçu de la Volapük. Gams, Sprenger, vertaling van Kurze Volapük-Grammatik naar het Frans
- 1952. Short grammar of Volapük. Gams, Sprenger, vertaling van Kurze Volapük-Gramatik naar het Engels

postuum
- 2012. Wörterbuch der Weltsprache für Deutschsprechende: Vödabuk Volapüka pro Deutänapükans. New edition of the 1931 dictionary. Cathair na Mart: Evertype, ISBN 978-1-904808-89-3
- 2012. Gramat Volapüka. New edition of the 1931 grammar. Cathair na Mart: Evertype, ISBN 978-1-904808-94-7